# HD 146389
Irena eller HD 146389 (även känd som WASP-38) är en ensam stjärna i den södra delen av stjärnbilden Herkules. Den har en skenbar magnitud av ca 9,45 och kräver ett teleskop för att kunna observeras. Baserat på parallax enligt Gaia Data Release 2 på ca 7,3 mas, beräknas den befinna sig på ett avstånd på ca 446 ljusår (ca 137 parsek) från solen. Den rör sig närmare solen med en heliocentrisk radialhastighet på ca -9 km/s.

## Nomenklatur
HD 146389 tilldelades 2020 namnet Irena av International Astronomical Union. Namnet Iztok gavs till exoplaneten HD 146389 b.

## Egenskaper
HD 146389 är en gul till vit stjärna av spektralklass F8, med osäker luminositetsklass. Den har en massa som är ca 1,2 solmassor, en radie som är ca 1,3 solradier och har ca 3 gånger solens utstrålning av energi från dess fotosfär vid en effektiv temperatur av ca 6 200 K.
Stjärnans ålder är osäker, men ett litet överskott av litium tyder på en ålder av mer än 5 miljarder år. Rotationshastigheten anger dock en ålder närmare en miljard. En studien år 2015 med Chandra röntgenobservatorium, har inte lyckats upptäcka någon röntgenstrålning från stjärnan under planetarisk förmörkelse, vilket kan tyda på en ovanligt låg koronaktivitet eller närvaron av en absorberande gasring bildad av atmosfär som lämnar planeten WASP-38 b.

## Planetsystem
Exoplaneten av klassen het Jupiter, WASP-38 b, senare kallad "Iztok", upptäcktes 2010 vid HD-146389. Planeten förlorar betydande mängd gas, uppskattad till 0,023 jordmassor per miljard år. År 2013 konstaterades att planetens omloppsbana är förvånansvärt väl anpassad till moderstjärnans rotationsaxel, trots dess märkbara excentricitet.
En studie från 2012 har med hjälp av en Rossiter-McLaughlin-effekt fastställt att omloppsplanet för WASP-38b är dåligt avgränsad men förmodligen i linje med stjärnans ekvatorialplan, feljustering lika med 15+33−43°.
| Planet | Massa            | Halv storaxel (AE) | Siderisk omloppstid (d) | Excentricitet   | Inklination  | Radie         |
| ------ | ---------------- | ------------------ | ----------------------- | --------------- | ------------ | ------------- |
| b      | ≥ 2,91 ± 0,036MJ | 0,07522 ± 0,00074  | 6,871815 ± 0,000042     | 0,0314 ± 0,0041 | 89,69 ± 0,25 | 1,094 ± 0,028 |